# Ru Bobée
Pour les articles homonymes, voir Bobée.
Le ru Bobée est un cours d'eau français qui coule dans le département de Seine-et-Marne, en région Île-de-France. C'est un affluent de l’ Almont, donc un sous-affluent de la Seine.

## Géographie
De 11,13 kilomètres de longueur, le ru Bobée nait dans la commune de Yèbleset, se jette dans le ru de l'Ancueil qui devient l’Almont à Maincy après la digue du Château de Vaux-le-Vicomte. 
Il s'écoule globalement du nord vers le sud.

### Communes traversées
Le ru de Bobée traverse cinq communes, soit d'amont vers l'aval : Yèbles, Crisenoy, Saint-Germain-Laxis, Moisenay et Maincy, toutes situées dans le département de Seine-et-Marne.

### Bassin versant
Son bassin versant correspond à une zone hydrographique traversée 
« L'Almont du confluent du ru de Bouisy (inclus) au confluent de la Seine (exclu) »,.

## Affluents
Selon le SANDRE, le ru de Bobée a un affluent référencé  :  le ru de Pouilly,, de 3,12 km sur la commune de Saint-Germain-Laxis.
Donc, le rang de Strahler est de deux.